# Coppa Italia Serie A Élite 2016-2017
La Coppa Italia Élite 2016-2017 è stata la 2ª edizione assoluta della manifestazione. Alla Coppa Italia Élite sono iscritte d'ufficio le Società classificatesi ai primi quattro posti dei due gironi di andata del Campionato Nazionale di Serie A Élite. In questa edizione, la disputa della final eight femminile è stata giocata al PalaBruel di Bassano del Grappa.

## Formula
Il torneo si svolge con gare ad eliminazione diretta di sola andata. Le prime quattro classificate dopo i due gironi di andata sono raggruppate in due gruppi. Nei quarti di finale si affrontano una squadra del gruppo A ed una del gruppo B. Il sorteggio si è tenuto il 22 febbraio a Roma. Le vincenti accedono alle semifinale e quindi alla finale per il primo posto. La formula prevede che nei quarti e nelle semifinali, in caso di parità dopo i tempi regolamentari, la vittoria sia determinata direttamente dai tiri di rigore. Nella finale, in caso di parità dopo 40', si svolgono due tempi supplementari di cinque minuti ciascuno. In caso di ulteriore parità al termine degli stessi, la vincitrice è determinata mediante i tiri di rigore.

## Squadre qualificate
| Gruppo A | Gruppo A | Gruppo B | Gruppo B       |
| A1       | Sinnai   | B1       | Olimpus        |
| A2       | Breganze | B2       | Pescara        |
| A3       | Ternana  | B3       | Sporting Locri |
| A4       | Kick Off | B4       | Lazio          |

## Tabellone
|  | Quarti di finale | Quarti di finale | Quarti di finale |          |         | Semifinali | Semifinali | Semifinali |  |  | Finale | Finale | Finale |  |
|  |                  |                  |                  |          |         |            |            |            |  |  |        |        |        |  |
|  | 1B               | Olimpus          | 4                |          |         |            |            |            |  |  |        |        |        |  |
|  | 1B               | Olimpus          | 4                |          |         |            |            |            |  |  |        |        |        |  |
|  | 4A               | Kick Off         | 3                |          |         |            |            |            |  |  |        |        |        |  |
|  | 4A               | Kick Off         | 3                |          | Olimpus | Olimpus    | 2          |            |  |  |        |        |        |  |
|  |                  |                  |                  |          | Olimpus | Olimpus    | 2          |            |  |  |        |        |        |  |
|  |                  |                  | Pescara          | Pescara  | 0       |            |            |            |  |  |        |        |        |  |
|  | 2B               | Pescara (dcr)    | Pescara          | Pescara  | 0       | 2(4)       |            |            |  |  |        |        |        |  |
|  | 2B               | Pescara (dcr)    |                  |          |         |            |            |            |  |  |        |        |        |  |
|  | 3A               | Ternana          | 2(3)             |          |         |            |            |            |  |  |        |        |        |  |
|  | 3A               | Ternana          | 2(3)             |          | Olimpus | Olimpus    | 4          |            |  |  |        |        |        |  |
|  |                  |                  |                  |          |         |            |            |            |  |  |        |        |        |  |
|  |                  |                  | Sinnai           | Sinnai   | 1       |            |            |            |  |  |        |        |        |  |
|  | 1A               | Sinnai           | Sinnai           | Sinnai   | 1       | 4          |            |            |  |  |        |        |        |  |
|  | 1A               | Sinnai           |                  |          |         |            |            |            |  |  |        |        |        |  |
|  | 3B               | Sporting Locri   | 0                |          |         |            |            |            |  |  |        |        |        |  |
|  | 3B               | Sporting Locri   | 0                |          | Sinnai  | Sinnai     | 6          |            |  |  |        |        |        |  |
|  |                  |                  |                  |          | Sinnai  | Sinnai     | 6          |            |  |  |        |        |        |  |
|  |                  |                  | Breganze         | Breganze | 3       |            |            |            |  |  |        |        |        |  |
|  | 2A               | Breganze (dcr)   | Breganze         | Breganze | 3       | 2(3)       |            |            |  |  |        |        |        |  |
|  | 2A               | Breganze (dcr)   |                  |          |         |            |            |            |  |  |        |        |        |  |
|  | 4B               | Lazio            | 2(2)             |          |         |            |            |            |  |  |        |        |        |  |

### Risultati

#### Quarti di finale
| Arbitri: | Antonella Maglietta (Bari) Sara Lucia (Aosta) |
| Crono:   | Paride Botter (Venezia)                       |

|                                                               |           |                               |
| Siclari 11'53'’, 36'46'’ Gayardo 12'04'’, 35'15'’, 40’ (aut.) | Marcatori | 28'50'’ Iturriaga 37'41'’ Atz |

| Arbitri: | Alessandra Carradori (Roma 1) Krizia Zucchiatti (Tolmezzo) |
| Crono:   | Gaudenzio Raffaelli (Treviso)                              |

|                                     |                      |                                            |
| Troiano 20'28'’                     | Marcatori            | 23'50'’, 28'15'’, 34'26'’ (aut.) Renatinha |
| Guidotti Amparo Dalla Villa Troiano | Tiri di rigore 4 – 3 | Renatinha Taina Neka Bisognin              |

| Arbitri: | Carlotta Filippi (Bergamo) Silvia Volonterio (Como) |
| Crono:   | Walter Suelotto (Bassano del Grappa)                |

|                                                     |           |  |
| V. Pereira 5'42'’, 19'52'’ Ribeiro 36'34'’, 37'03'’ | Marcatori |  |

| Arbitri: | Libera Maria Bisceglia (Bologna) Natalia Bernardino (Terni) |
| Crono:   | Alberto Volpato (Castelfranco Veneto)                       |

|                                      |                      |                                |
| Buzignani 19'40'’ Pinto Dias 25'21'’ | Marcatori            | 0'43'’ Rebe 36'41'’ Duco       |
| Pinto Dias Buzignani C. Pereira      | Tiri di rigore 3 – 2 | Benvenuto Pomposelli Ana Alves |

#### Semifinali
| Bassano del Grappa 4 marzo 2017, ore 17:00 CET | Olimpus                                           | 2 – 0 (0-0) referto | Montesilvano | PalaBruel\| Arbitri: \| Giulia Fedrigo (Pordenone) Elena Lunardi (Padova) \| \| Crono: \| Angelo Tasca (Treviso) \| |
| Arbitri:                                       | Giulia Fedrigo (Pordenone) Elena Lunardi (Padova) |                     |              | |
| Crono:                                         | Angelo Tasca (Treviso)                            |                     |              | |

| Bassano del Grappa 4 marzo 2017, ore 20:00 CET | Sinnai                                                    | 6 – 3 (2-1) referto | Breganze | PalaBruel\| Arbitri: \| Sue Ellen Salvatore (Gallarate) Stefania Candria (Teramo) \| \| Crono: \| Fabio Pozzobon (Treviso) \| |
| Arbitri:                                       | Sue Ellen Salvatore (Gallarate) Stefania Candria (Teramo) |                     |          | |
| Crono:                                         | Fabio Pozzobon (Treviso)                                  |                     |          | |

#### Finale
| Bassano del Grappa 5 marzo 2017, ore 18:00 CET | Olimpus                                         | 4 – 1 (1-0) referto | Sinnai | PalaBruel\| Arbitri: \| Stefano Mezzadri (Parma) Chiara Perona (Biella) \| \| Crono: \| Stefano Zanchi (Lovere) \| |
| Arbitri:                                       | Stefano Mezzadri (Parma) Chiara Perona (Biella) |                     |        | |
| Crono:                                         | Stefano Zanchi (Lovere)                         |                     |        | |